# 다쓰오카성

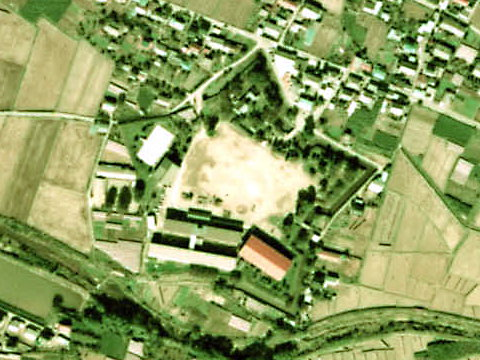
다쓰오카 성의 항공사진, 1975년 촬영
〈일본국토교통성〉

다쓰오카성(일본어: 龍岡城 다쓰오카조[*])은 나가노현 사쿠시에 있는 성이다. 사실 성이라기 보다 진야나 요새에 가깝다. 다쓰오카 성의 양식은 유럽의 능보식 축조양식을 따랐다. 일본의 별 모양 성곽 2곳중에 한 곳이다. 이 때문에 다쓰오카 고료카쿠(龍岡五稜郭), 기쿄 성(桔梗城: 도라지 성)이라고 불린다. 국가 사적으로 지정되었다.

## 개요
시나노국과 미카와국에 영지를 가지고 있던 미카와 오쿠토노 번의 번주 마쓰다이라 노리카타는 막말 격변기에 거점을 노다쿠치로 옮긴다. 개화파였던 마쓰다이라 노리카타는 성을 서양식 축조법으로 설계했고, 곧 막부로부터 허가를 얻는다. 1864년 축성을 개시하였지만, 성은 완성되지 못한 채 메이지 유신을 맞이한다.
총공사비는 당시 금액으로 4만 엔이 넘었다고 전해진다. 프랑스의 능보식을 도입했지만, 흉벽이 낮고, 해자도 좁다. 포대도 한곳밖에 없기 때문에 실전에 돌입하면 무용지물인 것 같다. 내성의 중앙에는 다쓰오카 번의 정무를 보던 번청이 있었고, 정문과 통용문이 각각 북동쪽, 요면(凹面)인 남동쪽에, 비상문은 북서쪽과 남남동쪽의 요면(凹面)에 설치되었다.
현재 성터에는 시립 다쿠치 초등학교가 자리잡고 있다. 이 다쿠치 초등학교의 정문이 다쓰오카 성의 정문이다.

## 남아 있는 건물
능보식 석벽과 해자, 그리고 망루인 오다이도코로(御台所)가 남아있다. 지금은 성의 서쪽에 있지만, 원래는 성의 동쪽에 있었다. 오다이도코로가 이축된 이유는 메이지 시대 교사로 사용되었기 때문에 1929년 (쇼와 4년) 건물 보전을 위해 지금 위치로 이축되었다. 또, 이축된 건물로는 오히로마(大広間)가 사쿠 시 지슈지의 본당으로, 동쪽 통용문은 사쿠 시 나리타 산의 문으로 각각 이축되어 현존한다.

## 교통
- JR 동일본 다쓰오카조역
- JR 동일본 우스다역 하차 도보로 20분

## 같이 보기
- 고료카쿠